# Émile Goudeau
Pour les articles homonymes, voir Goudeau.
Émile Goudeau, né le 29 août 1849 à Périgueux, mort le 18 septembre 1906 à Paris, est un journaliste, romancier et poète français.

## Biographie
Fils de Germain Goudeau (1814-1858), architecte à Périgueux, et frère de Léo Goudeau (compositeur sous le nom de Léo Montancey), parent de Léon Bloy, Émile Goudeau, après des études au séminaire, est surveillant dans différents lycées avant d'entrer comme employé au ministère des Finances, ce qui lui laissa le loisir de se consacrer avant tout à la poésie.

« Émile Goudeau, écrit Maurice Donnay, était périgourdin : il avait le teint très brun, les cheveux et la barbe fort noirs ; un strabisme accentué lui donnait l'air féroce ; mais c'était un tout à fait brave homme, et il avait beaucoup de talent, un talent original et savoureux comme le vin. [...] Émile Goudeau avait du génie ; seulement comme celle du duc Soulografiesky, sa soif était de Danaïde ; ceci noya cela. Quoi qu'il en soit, Émile Goudeau présidait avec bonhommie et autorité les réunions des Hydropathes. »

Le 11 octobre 1878, il fonde le Cercle des Hydropathes. On boit énormément dans la bohème d'alors, particulièrement la « fée verte », l'absinthe verte, qui fait des ravages. Goudeau paye ses collaborateurs en boisson, et ce salaire a été fatal au plus doué d'entre eux, Jules Jouy. Les Hydropathes commencent par se réunir au Quartier latin, mais lorsque Rodolphe Salis ouvre le cabaret du Chat noir en 1881, au pied de la butte Montmartre, il persuade Goudeau de les transférer dans son établissement.
Le nom du cercle vient de la valse Des hydropathes (Die Hydropathen, Waltz), créée par le musicien hongrois-allemand Joseph Gungl.
Ses dernières années sont consacrées, après la fermeture du Chat noir, à la direction artistique de soirées au Cabaret des Quat'z'Arts.
Il meurt en son domicile, 7 rue du Printemps, dans le 17e arrondissement de Paris, le 18 septembre 1906.

## Œuvre
- 1878 : Fleurs du bitume

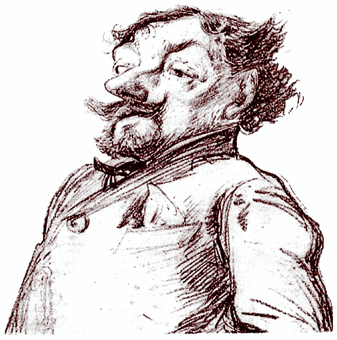
Caricature d'Émile Goudeau par Charles Léandre.

- 1884 : Poèmes ironiques ; édition revue chez Paul Ollendorff, 1900
- 1884 : La Revanche des bêtes
- 1885 : La Vache enragée (roman)
- 1886 : Voyages et découvertes du célèbre A'Kempis à travers les États-Unis de Paris, (fantaisie), dessins de Henri Rivière
- 1887 : Les Billets bleus (nouvelles)
- 1887 : Le Froc (roman)
- 1888 : Dix ans de bohème (mémoires)[8], La Librairie illustrée, Paris, 1888
- 1889 : Corruptrice (roman)
- 1892 : Paysages Parisiens, choix de textes extraits surtout de Fleurs de bitume et des Poèmes ironiques, dessins de Charles Jouas gravés par Henri Paillard, éditeur Henri Beraldi.
- 1893 : Paris qui consomme (fantaisie)
- 1896 : Chansons de Paris et d'ailleurs
- 1897 : Poèmes parisiens
- 1900 : La Graine humaine (roman)
- 1903 : Parisienne idylle illustré par Pierre Vidal

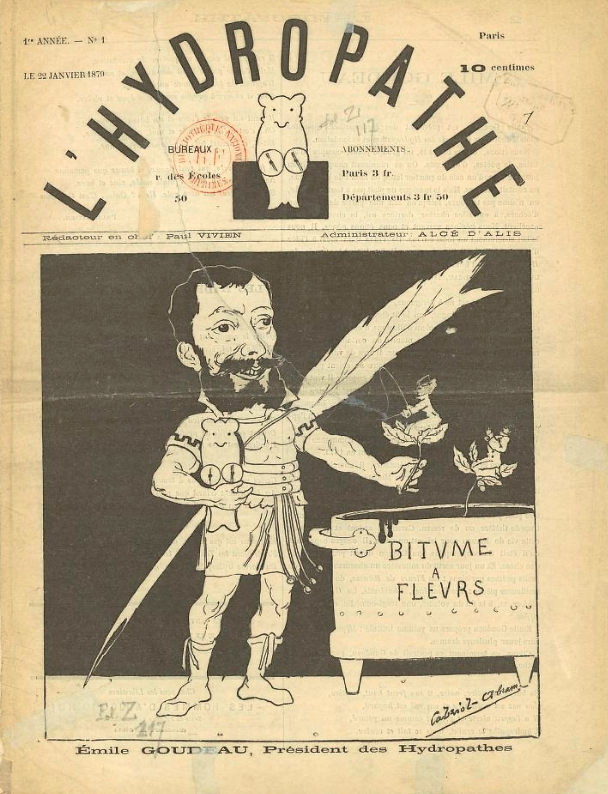
L'Hydropathe, no 1 du 22 janvier 1879 avec Émile Goudeau caricaturé par Georges Lorin (Cabriol).

## Hommages
- Une place porte le nom d'Émile Goudeau dans le 18e arrondissement de Paris, sur la butte Montmartre juste en dessous de la place du Tertre et qui se nommait place Ravignan jusqu'en 1911.
- Une place porte le nom d'Emile Goudeau à Périgueux entre le musée d'art et d'archéologie de Périgueux et la cathédrale Saint-Front (modèle de l'architecte Abadie pour le Sacré-cœur). Elle a été inaugurée en 2007.